# جوزيف ألتنجي
جوزيف جيرارد ألتنجي (بالإنجليزية: Joseph Gerard Altonji)‏ هو أستاذ علم الاقتصاد في جامعة ييل. وُلد جوزيف في عام 1953وتخصّص في اقتصاديات العمل. حصل على زمالة جمعية الاقتصاد القياسي، وجمعية الاقتصاديين في مجال العمل، وعضوية الأكاديمية الأمريكية للفنون والعلوم. كما حصل على درجة البكالوريوس من جامعة ييل عام 1975، وحصل على درجة الدكتوراه من جامعة برينستون في عام 1981.
يشتهر ألتنجي بأبحاثه على التمييز في سوق العمل، وتأثير الأقدمية على الأجور، والإيثار داخل العائلات. كما اشتهر في الآونة الأخيرة بتطوير تقنيات الاقتصاد القياسي التي تضع افتراضات معقولة حول المتغيرات غير الملحوظة باستخدام معلومات حول المتغيرات المرصودة في عالم الاقتصاد.

## روابط خارجية
- Professor Altonji's webpage at Yale